# چوی هیو وون
چوی هیو وون (کره‌ای: 최효원؛ ۲۰/۲۳ فوریه ۱۶۳۸ – ۱۵ اوت ۱۶۷۲) یک مقام نظامی چوسان و پدر همسر سلطنتی سوک و پدربزرگ مادری پادشاه یونگ‌جو چوسان بود.

## در فرهنگ عامه
- بازی شده توسط لی هی دو در مجموعه تلویزیونی سال ۱۹۹۸ ام‌بی‌سی، ۵۰۰ سال چوسان: ملکه این‌هیون
- بازی شده توسط کانگ مان هی در مجموعه تلویزیونی سال ۲۰۰۲ کی‌بی‌اس۲، داستان سلطنتی: جانگ هی بین
- بازی شده توسط چون هو جین در مجموعه تلویزیونی سال ۲۰۱۰ ام‌بی‌سی، افسانه دونگ‌یی